# Harsány
Harsány este un sat în districtul Miskolc, județul Borsod-Abaúj-Zemplén, Ungaria, având o populație de 2.088 de locuitori (2011). 

## Demografie
Componența etnică a satului Harsány
     Maghiari (94,66%)
     Romi (4,79%)
     Necunoscut (0,35%)
     Germani (0,2%)
     Alții (0,35%)
Componența confesională a satului Harsány
     Romano-catolici (47,56%)
     Reformați (21,89%)
     Fără religie (8,62%)
     Greco-catolici (2,11%)
     Necunoscută (18,73%)
     Alte religii (2,68%)
Conform recensământului din 2011, satul Harsány avea 2.088 de locuitori. Din punct de vedere etnic, majoritatea locuitorilor (94,66%) erau maghiari, cu o minoritate de romi (4,79%). Apartenența etnică nu este cunoscută în cazul a 0,35% din locuitori. Nu există o religie majoritară, locuitorii fiind romano-catolici (47,56%), reformați (21,89%), persoane fără religie (8,62%) și greco-catolici (2,11%). Pentru 18,73% din locuitori nu este cunoscută apartenența confesională.